# Тот, Эстер
Эстер Тот (венг. Tóth Eszter; род. 27 июня 2004 года, Венгрия) — венгерская шорт-трекистка, бронзовый призёр чемпионата мира среди юниоров, чемпионка Венгрии на дистанции 1500 метров. Выступает за клуб "Ferencvarosi Torna Club" (Будапешт).

## Биография
Эстер Тот родилась в городе Татабанья, где в возрасте 5-ти лет впервые встала на коньки, посещая детский сад. Она каталась на роликовых коньках и в 2009 году родители записали её в клуб «Tatabanyai Diak Korcsolyazo Egyesuletnel» (TDKE). Юная спортсменка выиграла юниорскую и студенческую олимпиады по роликобежному спорту, но несмотря на это, в 2016 году, в возрасте 12 лет, решила заняться шорт-треком. В январе 2019 года Эстер попала в юниорскую сборную под руководством тренера Криштиана Сабо и участвовала на своём первом чемпионате мира среди юниоров в Монреале и заняла 41-е место в беге на 500 метров и 34-е на 1500 метров.
В феврале ученица восьмого класса начальной школы Сецхени Иштван выиграла 500-метровку на национальном чемпионате среди юниоров и взяла серебро на дистанции 1500 метров. Её пригласили на Европейский юношеский олимпийский фестиваль в Сараево в 2020 году и в октябре 2019 года, как и многие спортсмены она проходила запланированный тест на допинг. Неожиданно был обнаружен в её пробе незаконный препарат Станозолол, повышающий производительность, и повторный B-тест также оказался положительным. Её карьера сразу пошла под "откос", когда национальная антидопинговая комиссия настаивала на двухлетнем условном наказании.
Юрист, а также её семья были убеждены, что Эстер полностью невиновна. В ходе расследования была проведена подробная судебно-психологическая экспертиза, из которой максимум подтвердилось, что и Эстер, и родители говорят правду, что она не была причастна к употреблению наркотиков. Дисциплинарная комиссия, однако, обосновала своё решение тем, что, если препарат обнаружен в пробе спортсмена при незаконном употреблении наркотиков, не имеет значения, как он туда попал. Международный союз конькобежцев ISU оспорили это решение и добивался четырехлетней дисквалификации спортсменки.
Венгерская антидопинговая группа наняла адвоката и оспорила в суде CAS это решение в июне 2020 года, а в декабре суд оправдал Эстер Тот, к тому же двухгодичная квалификация закончилась через месяц. Однако невезение не закончилось на этом. На отборе в олимпийскую сборную в конце 2021 года Эстер сломала лодыжку, а реабилитация заняла много времени и она пропустила зимние Олимпийские игры в Пекине. В январе 2023 года на чемпионате мира среди юниоров в Дрездене завоевала бронзовую медаль в женской эстафете. В сентябре 2023-го Эстер впервые стала чемпионкой страны в забеге на 1500 метров.
В сезоне 2023/24 она впервые выступила на этапах Кубка мира, правда высоких мест не занимала. В 2024 году на её дебютном чемпионате Европы в Гданьске в составе женской эстафеты заняла 5-е место, а в феврале на чемпионате мира в Роттердаме заняла 23-е место в забеге на 500 метров и 24-е на 1500 метров. 